# David Janowitsch Tscherkassky
David Janowitsch Tscherkassky (russisch Давид Янович Черкасский Dawid Janowitsch Tscherkasski, ukrainisch Давид Янович Черкаський Dawyd Janowytsch Tscherkaskyj; * 23. August 1932 in Schpola, Ukrainische SSR, Sowjetunion; † 30. Oktober 2018 in Kiew, Ukraine) war ein ukrainisch-sowjetischer Animator, Regisseur und Drehbuchautor. Er war Volkskünstler der Ukraine (2010).

## Biographie
David Tscherkassky wurde in der Stadt Schpola in der Ukraine geboren. Sein Vater war Vertreter des ukrainischen Volkskommissars der Justiz. David absolvierte ein Studium am Kiewer Institut für Bau- und Ingenieurwesen und arbeitete eine Zeitlang in dieser Branche.
Seit er ein Kind war, wollte Tscherkassky in die Animation gehen. Im Jahre 1959 kam er ins ukrainische Trickfilmstudio Kiewnautschfilm und hatte dort das Debüt als Regisseur im Jahre 1964. Es folgten weitere Trickfilme, die in der Sowjetunion einen Kultstatus erlangten: die Serie „Die Abenteuer des Kapitän Wrungel“ (1979, nach dem Buch von Andrej Nekrassow), „Doktor Ajbolit“ (1985, nach den Gedichten von Kornei Tschukowski) sowie der Zweiteiler „Die Schatzinsel“ (1988).

## Stil
In seinen Filmen verwendete Tscherkassky Tricks, die es im sowjetischen Trickfilm weitgehend noch nicht gab.
Er kombinierte im Bild Animation und Realaufnahmen: vom echten Meer, über das die Helden der „Abenteuer des Kapitäns Wrungel“ segeln, bis hin zu Realpersonen, die mit gezeichneten Charakteren in „Der Schatzinsel“ kombiniert werden. Er schaffte dreidimensionale Flüge, um Schwenks aus dem Realfilm zu simulieren, um zu zeigen, wie die Kamera um die Charaktere fliegt – lange bevor solche Tricks mit Hilfe der CGI-Technik allgemein gebräuchlich wurden. In seinen Filmen wurden Geräusche lautmalerisch als Teil des Bildes eingezeichnet (wie etwa „Bumm!“, „Peng!“) etc. Nach Aussage des Regisseurs war Kapitän Wrungel die erste Zeichentrickserie in der Sowjetunion.

## Verweise
1. ↑  Interview der Zeitung „Argumenty i Fakty w Ukraine“ (in Russisch) (Memento vom 28. September 2008 im Internet Archive)